# Sam Musenze
Sam Musenze   (Uganda) és un exfutbolista ugandès de la dècada de 1970.
Fou internacional amb la selecció de futbol d'Uganda.